# Дмитро Добрий-Вечір

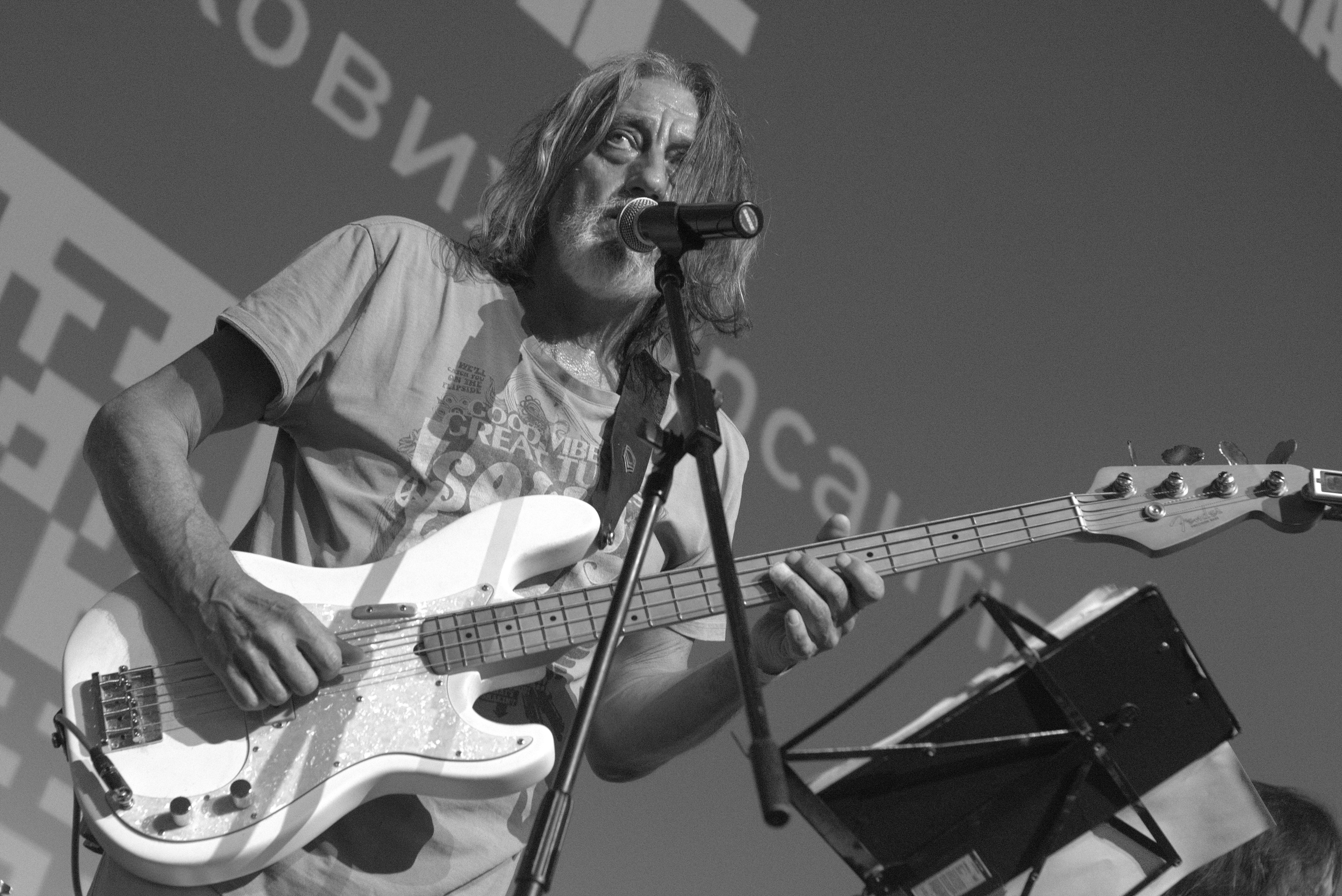
Дмитро Добрий-Вечір на Kyivbookfest 08.09.24

Дмитро Добрий-Вечір — український музикант, засновник, соліст і гітарист гурту Вій, пише музику та тексти.

## Життєпис
Народився 16 лютого 1962 року в Києві, на колишній вулиці Чкалова, нині Гончара.
| Хоч сім’я російськомовна була. Але тато, коли з дитсадка забирав, по дорозі купляв маленькі книжечки з українськими казками. І дідівські вишиванки вдома зберігалися. Один мій родич їздив у Москву і в якихось там архівах знайшов реєстр запорозького війська, здається, XVI чи XVII століття. Там був писар Добрий-Вечір. |
Служив на румунському кордоні. Мріяв стати льотчиком, навіть документи до училища подавав, але медкомісія завернула. Може, став би художником, але після армії взяв до рук бас-гітару. Був бас-гітаристом культового колись гурту «Ер. Джаз». 1989-го заснував рок-гурт «Банита Байда», який одним із перших почав грати готичний рок у поєднанні з українським мелосом. 1991 року створив гурт «Вій», яким керує досі.
Працював у зоопарку на атракціонах. Грав по ресторанах. Вчився на друкаря в столичному поліграфічному училищі. Рік працював у видавництві «Молодь». Мав кафе в Києві. З гуртом грав джаз у переходах, але свої пісні тоді вони виконували рідко. Останнім часом на життя заробляє переважно звукорежисурою. Член Конгресу українських націоналістів.
Має сестру Лесю (її чоловік Сашко Лірник).

## Творчість
Рушійною силою своєї творчості вважає любов та віру у майбутнє України і її народу.
Спочатку до нього приходить музика, а вже до неї з'являються слова. Дуже вимогливий до своїх пісень.
| Записано багато пісень, багато з тих, що не увійшли у альбоми, ми просто граємо, ще більше взагалі не граємо. Вважаю, що в альбомі мають бути тільки найкращі пісні. Коли назбируються хороші пісні для нового альбому — він видається. Тим більше, я ніколи не ставив собі задачі випускати альбом за альбомом в конвеєрному порядку. Ну, є там два альбоми, але майже всі пісні з них люди співають. |
Любить народну музику, при цьому не має значення, якого народу. У його кімнаті десятки музичних інструментів.

## Про себе
| Я нехрещений, але вірю в Бога, власне у той Абсолют, який керує Всесвітом. Я переконаний нематеріаліст. У кожну пісню вкладаю частинку себе, тому кожна пісня — це частина мене самого, моєї свідомості, підсвідомості, розуміння життя. |
| За все своє життя я не вбив жодної тварини і не визнаю вбивства тварин заради задоволення. |
| Я ніколи не буваю категоричним ні до себе, ні до інших. |
| Я високо ціную творчість колег, з деякими, наприклад, з Андрієм Середою і музикантами «Кому Вниз» давно дружу. |